# Heini Mader Racing Components
Heini Mader Racing Components (kurz: Mader) ist ein Schweizer Tuner und Hersteller von Rennsportmotoren. Das viele Jahre in Gland im Kanton Waadt ansässige Unternehmen ging aus dem Joakim Bonnier Racing Team hervor und ist seit den 1970er-Jahren insbesondere als Bearbeiter von BMW- und Cosworth-Motoren für die Formel 1, Formel 2 und Formel 3000 bekannt. Der langjährige Inhaber Heinrich „Heini“ Mader wird in Motorsportkreisen vielfach als „Cosworth-Guru“ bezeichnet. Nach einem Eigentümerwechsel zu Beginn des 21. Jahrhunderts fertigt das Unternehmen inzwischen unter anderem Motoren für die GP2-Serie und den Langstreckenrennsport.

## Unternehmensgeschichte

### Vorgeschichte: Heini Mader, Jo Siffert und Joakim Bonnier

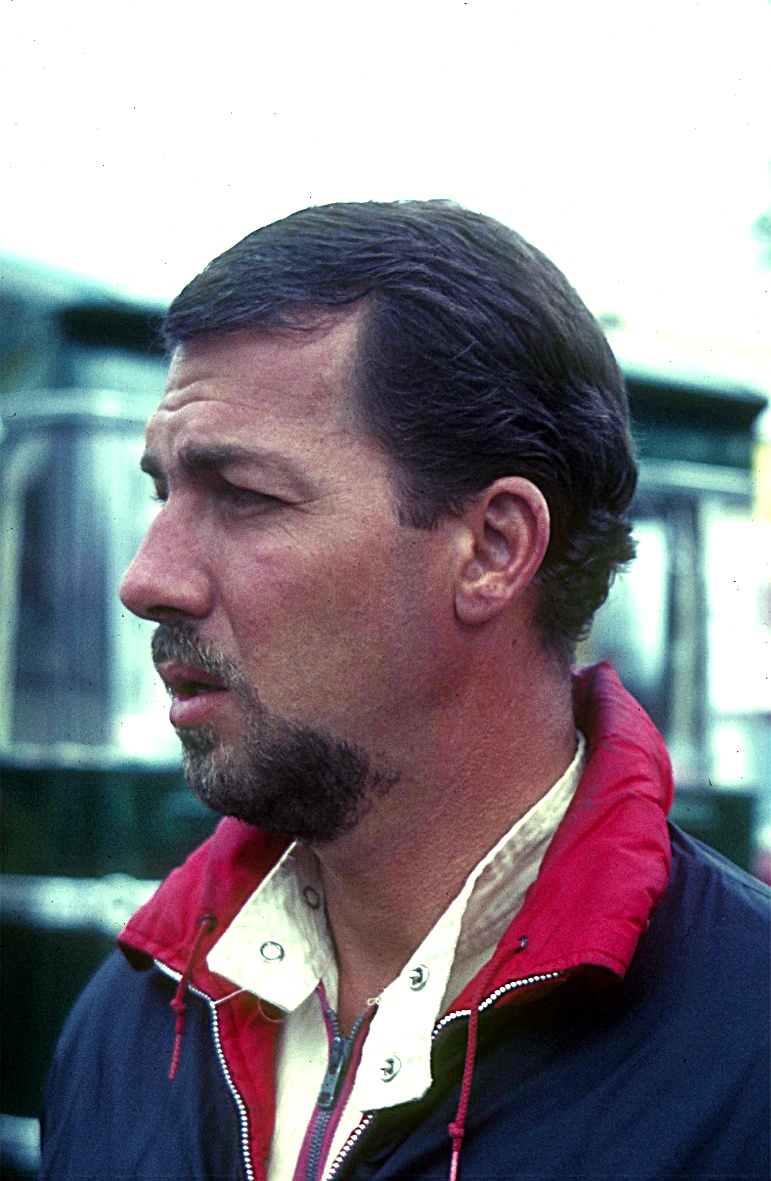
Joakim Bonnier

Der 1936 in Lindau geborene Heini Mader arbeitete in den frühen 1960er-Jahren als Mechaniker für Heinz Schiller, der 1961 die Europa-Bergmeisterschaft gewonnen hatte. Über Schiller lernte Mader den Schweizer Rennfahrer Jo Siffert kennen, der bei der Scuderia Filipinetti unter Vertrag stand und für den Genfer Rennstall in der Automobil-Weltmeisterschaft 1962 mit einem Lotus 24 an den Start ging. Mader kümmerte sich in diesem Jahr als Mechaniker um Sifferts Auto. Als Siffert im folgenden Jahr in Freiburg seinen eigenen Rennstall gründete, schloss sich Mader dem Siffert Racing Team an. Die Zusammenarbeit endete, als Siffert 1965 ein Engagement beim britischen Rob Walker Racing Team erhielt. Ab 1968 arbeitete Mader für den schwedischen Rennfahrer Joakim Bonnier, der zu dieser Zeit am Genfersee einen eigenen Rennstall aufbaute. Der zumeist als Joakim Bonnier Racing Team gemeldete Betrieb firmierte offiziell als Bonnier Inter SA. Mader begleitete Bonniers Einsätze in verschiedenen Motorsportklassen vier Jahre lang. Nach Bonniers tödlichem Unfall beim 24-Stunden-Rennen von Le Mans 1972 übernahm Mader im Spätsommer 1972 die Bonnier Inter SA und firmierte sie 1974 in Heini Mader Racing Components um. Der Betrieb behielt auch in den folgenden vier Jahrzehnten seinen Sitz in Gland bei.

### Mader und BMW

#### Formel 2

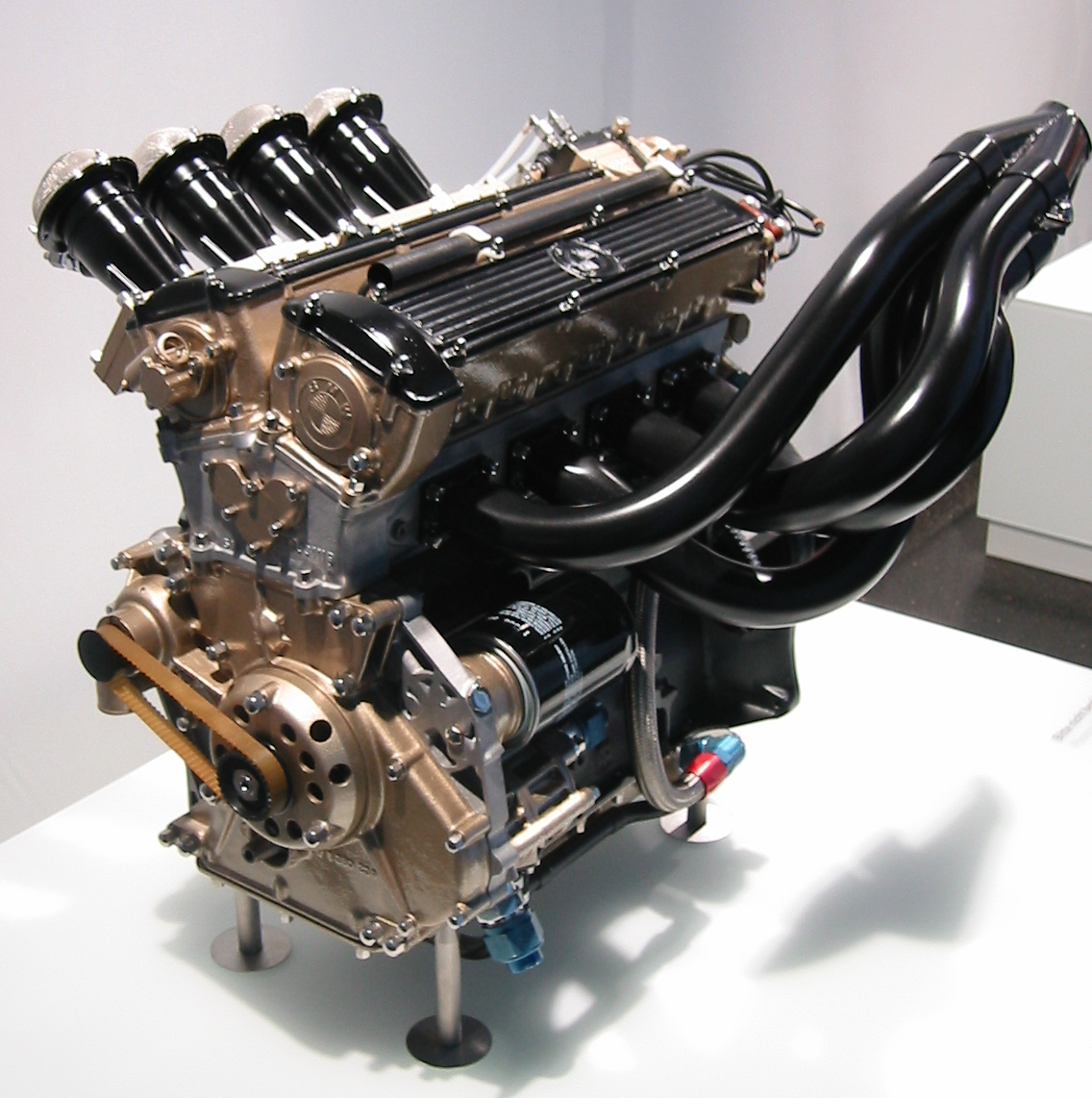
Formel-2-Motor von BMW

Maders Beziehung zu BMW begann in der Formel-2-Europameisterschaft. Seit 1973 lieferte BMW Vierzylindermotoren vom Typ M12/6 exklusiv an das Formel-2-Werksteam des britischen Chassisherstellers March. Nach und nach wurden die Motoren auch für andere Teams verfügbar, und seit Mitte der 1970er-Jahre waren die BMW-Konstruktionen die am weitesten verbreitete Antriebseinheit der europäischen Serie. Allerdings erhielt weiterhin vorrangig das March-Team werksvorbereitete Motoren, die in Anlehnung an den Konstrukteur Paul Rosche zeitweise auch als BMW-Rosche bezeichnet wurden. Die übrigen BMW-Kunden waren auf Wartung und Tuning durch unabhängige Fachbetriebe angewiesen, sofern sie nicht – wie etwa Osella – die Motoren selbst bearbeiteten. Nachdem Schnitzer bereits 1973 eigene Versionen des M12/6 entwickelt hatte, begann Mader in der zweiten Hälfte der 1970er-Jahre mit der Betreuung von BMW-Kundentriebwerken. Mader konkurrierte hier unter anderem mit Novamotor und Amaroli aus Italien sowie Heidegger aus Liechtenstein. In den frühen 1980er-Jahren war Mader der am häufigsten beauftragte Tuningbetrieb der Formel-2-Europameisterschaft. In der Saison 1984 belieferte Mader 11 der 15 Teams, die sich in diesem Jahr zu den Meisterschaftsrennen meldeten, unter ihnen AGS, Minardi und zuletzt auch Onyx. Im letzten Jahr der Meisterschaft galten Maders Vierzylinder allerdings als defektanfällig und den von John Judd vorbereiteten Honda-Motoren unterlegen. Einer der Gründe dafür war die Verlängerung der Revisionsintervalle, zu der Mader sich bereiterklärt hatte, um der Kostenexplosion, unter der die Formel 2 in ihren letzten Jahren litt, entgegenzuwirken.
Mit dem Ende der Formel-2-Europameisterschaft nach dem Abschluss der Saison 1984 gab es keinen Bedarf mehr an der Revision dieser BMW-Motoren. In der Nachfolgeserie, der Internationalen Formel-3000-Meisterschaft, setzte Mader sein Engagement allerdings mit Cosworth-DFV-Motoren fort.

#### Formel 1

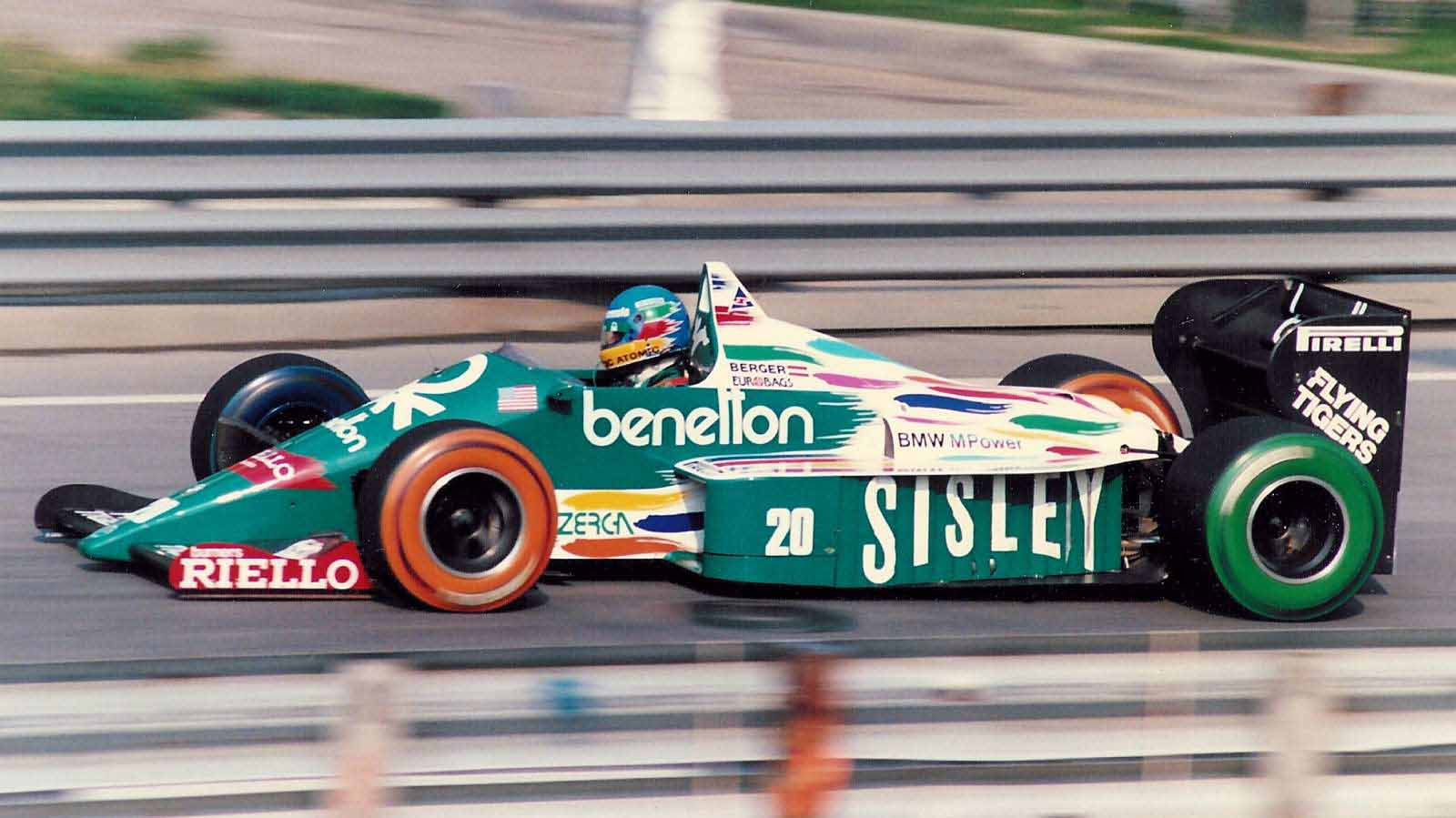
Gewinner des Grossen Preises von Mexiko 1986: Gerhard Berger mit Mader-BMW-Motor

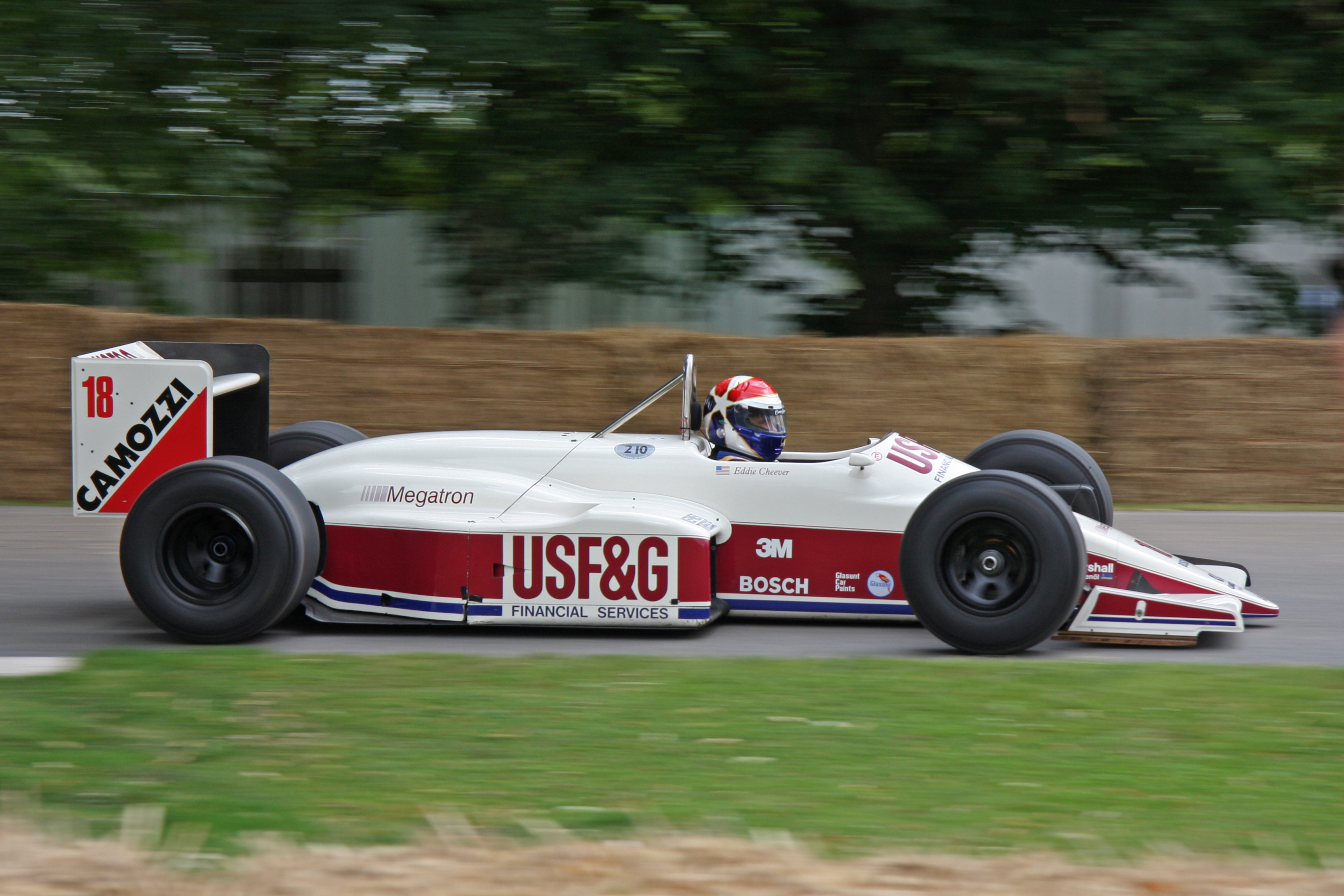
Mit „Megatron“-Motor von Mader: Arrows A10B (1988)

Seit 1981 war BMW mit einem auf dem M12 basierenden Turbotriebwerk auch in der Formel-1-Weltmeisterschaft vertreten. Zunächst erhielt das britische Team Brabham die Motoren exklusiv. 1983 bzw. 1984 kamen ATS und Arrows als Kundenteams hinzu, 1986 fuhr schliesslich auch der Toleman-Nachfolger Benetton Formula mit BMW-Motoren. Während BMW die Brabham-Motoren selbst wartete, wurden die zu dieser Zeit noch baugleichen Triebwerke für Arrows und Benetton seit 1984 bei Mader vorbereitet, der hier von der jahrelangen Erfahrung profitierte, die er in der Formel 2 mit dem BMW-Block gewonnen hatte.
Ab 1986 unterschieden sich die BMW-Werksmotoren für Brabham von den Triebwerken, die die Kundenteams erhielten. Für diese Saison entwickelte BMW eine besonders niedrige, mit einer Neigung von 72 Grad „liegend“ eingebaute Motorenkonstruktion, die auf Gordon Murrays flachen Brabham BT55 zugeschnitten war. Die Kundenteams fuhren dagegen weiter mit den bisherigen, nun als „stehend“ bezeichneten M12-Motoren, die weiterhin Mader betreute. Benetton Formula mit den Mader-Motoren war in diesem Jahr das erfolgreichste aller BMW-Teams: Während Brabham in der gesamten Saison nur zwei Weltmeisterschaftspunkte einfuhr, erzielte Benetton 19 Punkte und belegte Rang sechs der Konstrukteursmeisterschaft. Beim Grossen Preis von Mexiko 1986 gewann mit dem Benetton-Piloten Gerhard Berger erstmals ein Fahrer mit einem Mader-Motor einen Formel-1-Weltmeisterschaftslauf.
Für die Saison 1987 stellte BMW die Fertigung der „stehenden“ M12-Motoren vollständig ein. USF&G, Ein Sponsor des Arrows-Teams, erwarb daraufhin die Rechte an der Konstruktion und liess sie bei Mader weiterentwickeln. Sie wurden 1987 und 1988 unter der Bezeichnung Megatron für Arrows gemeldet. Auch 1987 waren die Mader-Motoren den Werkstriebwerken für Brabham überlegen. In diesem Jahr sprangen Mader und Megatron ausserdem bei der Équipe Ligier als Motorenlieferant ein, nachdem deren Verbindung zu Alfa Romeo unmittelbar vor Saisonbeginn gescheitert war. Mader und Megatron waren schliesslich auch als Motorenlieferant für das letztlich nicht zugelassene Projekt Middlebridge-Trussardi vorgesehen. 1988 wurden Maders BMW-Motoren nur noch bei Arrows verwendet. Zu dieser Zeit konzentrierte sich Mader in der Formel 1 bereits wieder auf die Bearbeitung von Cosworth-Saugmotoren.

### Mader und Cosworth

#### Formel 1

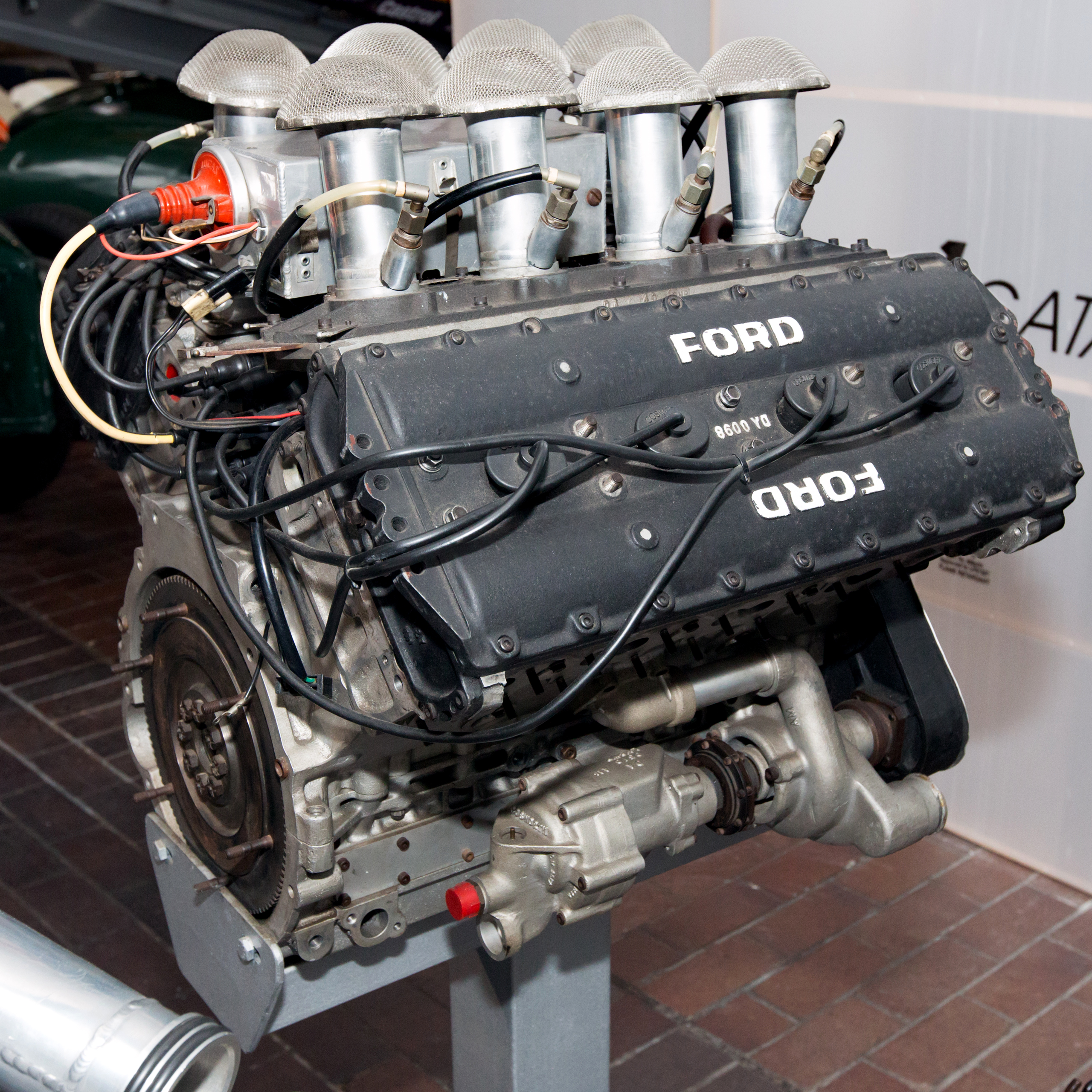
Achtzylinder-Saugmotor von Cosworth (DFV)

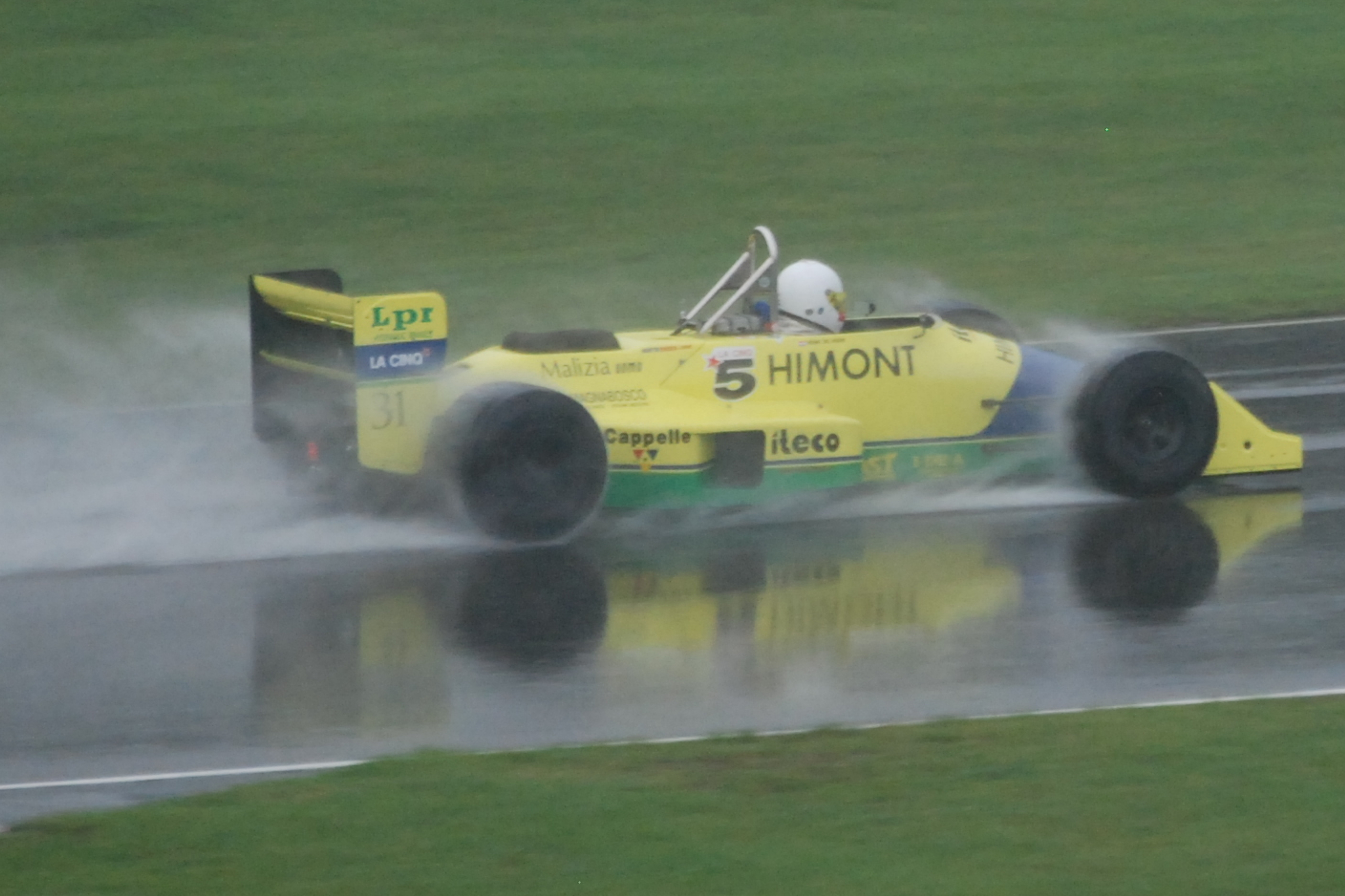
Mit Mader-Cosworth: Coloni FC188B (1989)

In den 1970er-Jahren war der DFV-Achtzylindermotor von Cosworth das am weitesten verbreitete Triebwerk der Formel 1. Aus Kapazitätsgründen konnte Cosworth nicht alle im Umlauf befindlichen Motoren selbst warten. Der Service wurde frühzeitig auf verschiedene selbständige Betriebe ausgelagert, zu denen John Judds Unternehmen Engine Developments, Hart Racing Engines, John Wyer Automotive, Langford & Peck und Swindon Race Engines in Grossbritannien gehörten. Mitte der 1970er-Jahre kam Heini Mader Racing Components hinzu, wobei hier vor allem kontinentaleuropäische Teams betreut wurden. Maders Cosworth-Motoren hatten in den ausgehenden 1970er-Jahren einen überdurchschnittlich guten Ruf. Die Dominanz der Turbomotoren in den Jahren 1983 bis 1986 führte zu einer kurzen Unterbrechung von Maders Cosworth-1-Programm. Von 1986 bis 1988 war Mader allerdings mit BMW-Motoren unter dem Megatron-Etikett in der Formel 1 vertreten.
Als die FIA ab 1987 wieder Saugmotoren zuliess, kehrte Cosworth mit einer 3,5 Liter grossen, DFZ genannten Version des DFV in den Grand-Prix-Sport zurück. Anders als in den 1970er-Jahren war der Achtzylinder nun allerdings nicht mehr der Standardmotor der Formel 1: Einerseits hatten die Spitzenteams exklusive Motorpartnerschaften mit grossen Herstellern (McLaren mit Honda, Williams mit Renault), andererseits gab es für die kleineren Teams inzwischen auch konkurrenzfähige Alternativen zu den Cosworth-Kundenmotoren, die von Judd, Ilmor oder Lamborghini kamen. Cosworth konzentrierte sich ab 1988 werksseitig auf den Vorzugskunden Benetton, für den der DFZ über den DFR zur HB-Serie weiterentwickelt wurde. Die Kundenteams dagegen waren wiederum auf selbständige Tuner als Mittler zwischen ihnen und Cosworth angewiesen. Eine eigenverantwortliche Bearbeitung der Motoren, wie sie vor allem Osella anstrebte, liess Cosworth nicht zu. Anfänglich war Mader der einzige Tuningbetrieb für DFZ-Motoren, später kamen Hart, Langford & Peck sowie Tom Walkinshaw Racing hinzu. Mader hatte bis 1990 gleichwohl eine dominierende Stellung. Zu Maders Kunden gehörten in diesen Jahren AGS (1987–1991), die Scuderia Italia (1988–1990), Coloni (1987–1989), EuroBrun (1988), Larrousse (1987–1988), March (1987), Minardi (1988–1990), Onyx bzw. Monteverdi (1989–1990), Osella (1989) und Rial (1988–1989).
Wie schon in den 1970er-Jahren erhielt Mader die Motoren von Cosworth in Bausatzform. Dadurch hatte das Unternehmen die Möglichkeit, den DFZ eigenverantwortlich weiterzuentwickeln. Dabei ging Mader nach Ansicht von Beobachtern weiter als seine Konkurrenten. Mader variierte unter anderem die Zündsysteme und die Ventilpositionen. Zeitweise kam es zu einer Zusammenarbeit mit dem britischen Technologieunternehmen Tickford, bei der ein Fünfventil-Zylinderkopf entwickelt wurde, der allerdings nicht zum Einsatz kam. 1989 und 1990 waren mehrere Ausbaustufen der Mader-Motoren im Einsatz: reine DFZ-Versionen, weiterentwickelte DFR-Blöcke und diverse Zwischenmodelle.
Maders Formel-1-Engagement endete 1992, als die DFR-Motoren keine Kundenteams mehr fanden.

#### Formel 3000
1985 ersetzte die FIA die unter der Formel 1 angesiedelte Formel 2 durch die neu etablierte Formel 3000. In dieser Klasse wurden die Internationale Formel-3000-Meisterschaft in Europa, ferner als nationale Serie zeitweise die Britische Formel-3000-Meisterschaft sowie die Japanische Formel-3000-Meisterschaft (später: Formel Nippon) ausgetragen. Anlass für die Einführung der neuen Klasse waren die zuletzt stark gestiegenen Kosten der Formel 2, die seit Beginn der 1980er-Jahre zu einer Dominanz der Werksteams und zu einem kontinuierlichen Rückgang der Teilnehmerzahlen geführt hatten. Das Reglement der Formel 3000 sah die Verwendung der weit verbreiteten und unkomplizierten 3,0-Liter-Saugmotoren vor, die in der Formel 1 überholt waren, weil dort ab 1985 ausschliesslich Turbomotoren zum Einsatz kamen. Daraus resultierte zumindest in Europa ein fortgesetzter Bedarf nach Cosworth-DFV-Motoren. In Japan dagegen spielten die Cosworth-Motoren praktisch keine Rolle; dort dominierten Triebwerke von Honda und Yamaha.
Die Betreuung der Cosworth-Motoren für die kontinentaleuropäischen Formel-3000-Teams übernahm überwiegend Mader, während in Grossbritannien zunächst Swindon bevorzugt wurde. In der europäischen Saison 1986 gewann Ivan Capelli mit Genoa Racing und einem Mader-Cosworth die Meisterschaft. Danach dominierten drei Jahre lang japanische Mugen-Motoren die europäischen Serien, unter anderem deshalb, weil Mader in dieser Zeit das Formel-3000-Programm zugunsten der Formel-1-Motoren vernachlässigte. Nachdem das Formel-1-Geschäft Ende 1991 zum Erliegen gekommen war, intensivierte Mader noch einmal die Weiterentwicklung des DFV-Motors für die Formel 3000. Das machte sich zunächst im Herbst 1991 bemerkbar, als der Forti-Pilot Emanuele Naspetti vier Rennen in Folge mit einem Mader-DFV gewinnen konnte. Da er allerdings bei den übrigen Rennen keine Meisterschaftspunkte einfuhr, belegte Naspetti, obwohl er in der Zwischenwertung vorübergehend an erster Stelle gelegen hatte, im Ergebnis nur Platz drei der Meisterschaft. Damit war er jedoch bester Cosworth-Pilot des Jahres. Im folgenden Jahr wurde Luca Badoer, der für Crypton Engineering einen Reynard 92D fuhr, mit einem Mader-DFV Formel-3000-Meister. Danach verloren die DFV-Motoren zunehmend an Bedeutung. Cosworth ersetzte sie durch teure, speziell auf die Formel 3000 zugeschnittene Konstruktionen vom Typ AC, die Mader nur selten bearbeitete.

#### Historischer Rennsport
In den 1990er-Jahren verlegte sich Mader zunehmend auf die Betreuung von DFV-Motoren für den Einsatz im historischen Rennsport.

### Mecachrome und Nachfolger
Im November 2003 verkaufte Mader sein Unternehmen an den französischen Motorenhersteller Mecachrome, der den Firmensitz im November 2014 nach Nyon am Genfer See verlegte. Mecachrome liess ab 2005 unter anderem die Motoren für die GP2-Serie im alten Mader-Werk herstellen; ausserdem entstehen dort Achtzylinder-Saugmotoren für die LMP2-Prototypen der Langstreckenweltmeisterschaft.
Bei Heini Mader verblieb nur die Abteilung für Formel-1-Motoren von Cosworth. Ihre Wartung sowie den damit zusammenhängenden Ersatzteilhandel übernimmt Maders neu gegründetes, weiterhin in Gland ansässiges Unternehmen HMP Sarl.